# Choe Kyu-hah
Choe Kyu-hah 최규하 (Wonju, 16 luglio 1919 – Seul, 22 ottobre 2006) è stato un politico sudcoreano.

## Biografia
Fu il 4º presidente della Corea del Sud, in carica dal 1979 al 1980.